# And Other Stories
And Other Stories ist ein unabhängiger britischer Verlag.

## Geschichte
And Other Stories wurde 2009 durch Stefan Tobler gegründet. Der Verlag vertreibt seine Bücher vorwiegend im Abonnement und publiziert hauptsächlich Übersetzungen fremdsprachiger Titel. Die Auswahl der Bücher erfolgt zu einem großen Teil durch Crowdsourcing mit Lesegruppen, welche die besten fremdsprachigen Bücher auswählen und zur Publikation vorschlagen.
Im Juni 2015 teilte der Verlag mit, im Jahr 2018 ausschließlich Bücher von Frauen zu publizieren.

## Auszeichnungen
Bereits der erste Titel, Down the Rabbit Hole von Juan Pablo Villalobos, wurde 2011 für die Shortlist des Guardian First Book Award und des Oxford-Weidenfeld Translation Prize ausgewählt.

## Publikationen

### 2015
- Bret Easton Ellis and the Other Dogs, Lina Wolff
- Now and at the Hour of our Death, Susana Moreira Marques
- Requiem for a Soldier, Oleg Pawlow
- 101 Detectives, Ivan Vladislavić
- Southeaster, Haroldo Conti
- Tregian’s Ground: The Life and Sometimes Secret Adventures of Francis Tregian, Gentleman and Musician, Anne Cuneo
- The Adventure of the Busts of Eva Perón, Carlos Gamerro
- Don’t Try This at Home, Angela Readman
- Esperanza Street, Niyati Keni

### 2014
- An Amorous Discourse in the Suburbs of Hell, Deborah Levy
- Signs Preceding the End of the World, Yuri Herrera
- The Alphabet of Birds, SJ Naudé
- By Night the Mountain Burns, Juan Tomás Ávila Laurel
- Nowhere People, Paulo Scott
- The Matiushin Case, Oleg Pawlow
- Sworn Virgin, Elvira Dones
- The Restless Supermarket, Ivan Vladislavić
- A Map of Tulsa, Benjamin Lytal

### 2013
- Double Negative, Ivan Vladislavić
- Paradises, Iosi Havilio
- Quesadillas, Juan Pablo Villalobos
- All Dogs are Blue, Rodrigo de Souza Leão
- Captain of the Steppe, Oleg Pawlow
- Black Vodka, Deborah Levy

### 2012
- Zbinden’s Progress, Christoph Simon
- Lightning Rods, Helen DeWitt
- Happiness is Possible, Oleg Zaionchkovsky
- The Islands, Carlos Gamerro

### 2011
- Down the Rabbit Hole, Juan Pablo Villalobos
- Swimming Home, Deborah Levy
- Open Door, Iosi Havilio
- All the Lights, Clemens Meyer